# Legião dos Supervilões
Legião dos Supervilões é um grupo fictício de vilões pertencente ao Universo DC, o universo ficcional onde se passam as histórias publicadas pela editora americana DC Comics. Criada em 1961, a equipe é uma presença recorrente nas histórias da Legião dos Super-Heróis, operando como sua antítese: enquanto a Legião de Super-Heróis agrega super-heróis de vários planetas, a Legião de Supervilões é composta por criminosos de todo o universo.